# Istoria germanilor în Rusia și Uniunea Sovietică
Germanii constituie una dintre cele mai mari minorități din fosta Uniune Sovietică, în special din Rusia, Kazahstan, Ucraina și Letonia.